# Coscinodon calyptratus
Coscinodon calyptratus là một loài Rêu trong họ Grimmiaceae. Loài này được (Drumm.) C.E.O. Jensen mô tả khoa học đầu tiên năm 1897.